# Gare de Győrvár
La gare de Győrvár (en hongrois : Győrvár vasútállomás) est une halte ferroviaire hongroise, située à Győrvár.